# Maßband

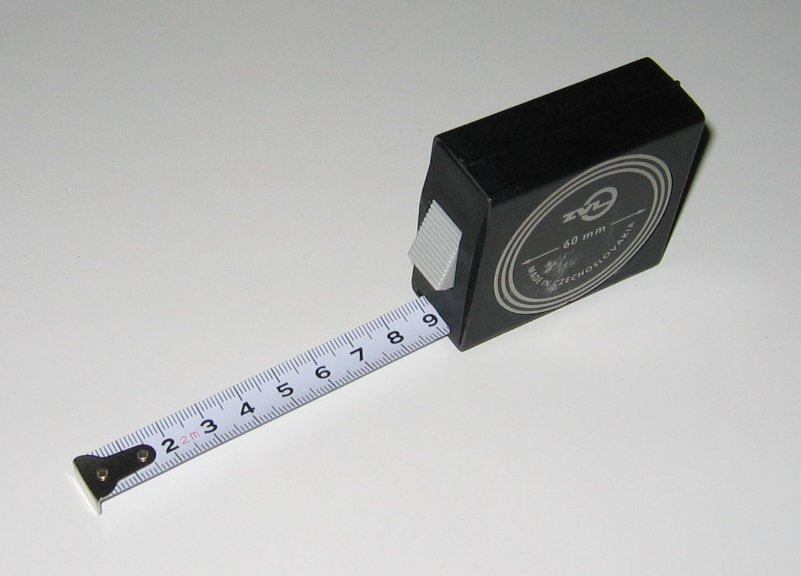
Maßband

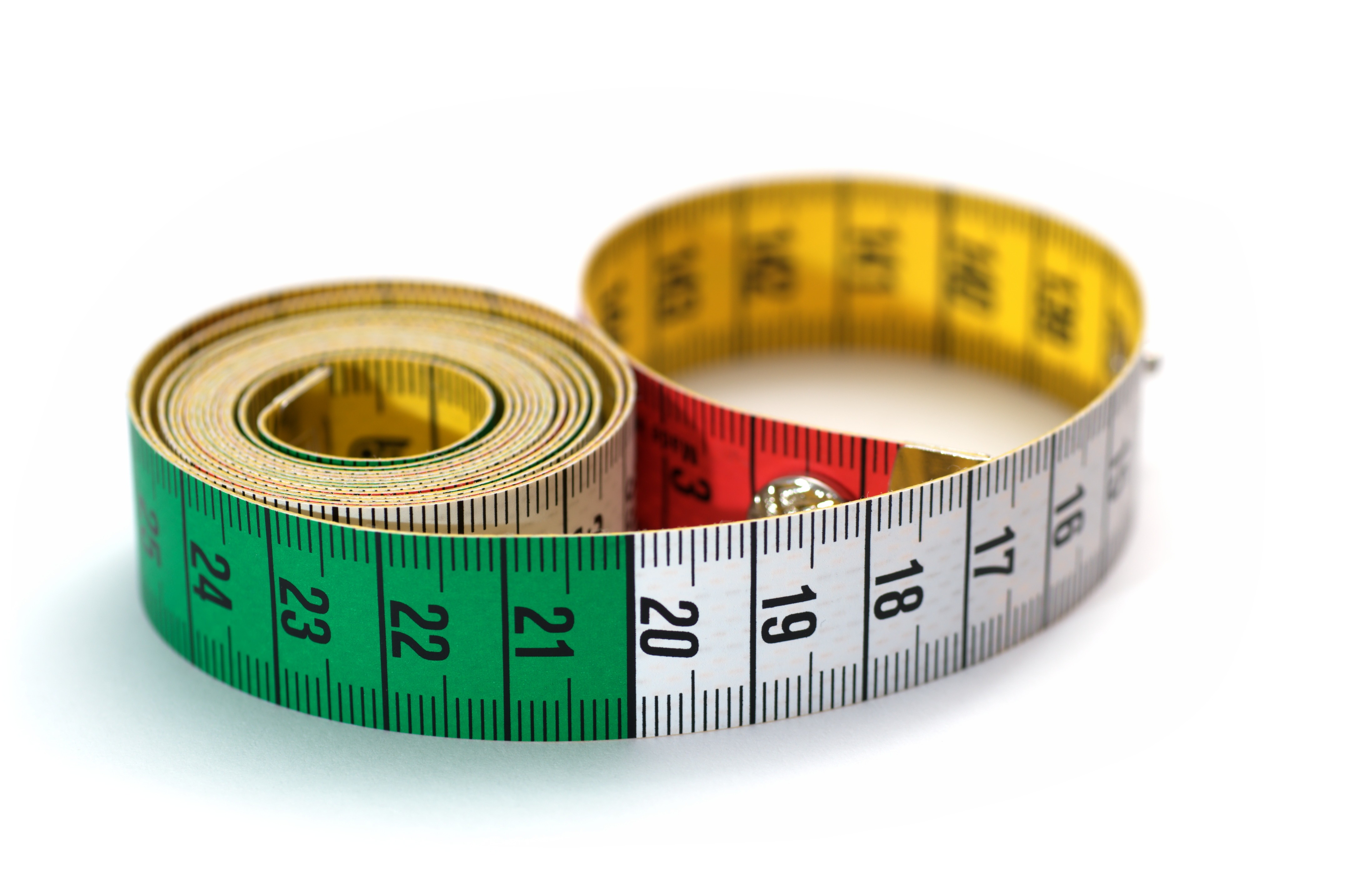
Maßband aus beschichtetem Leinen

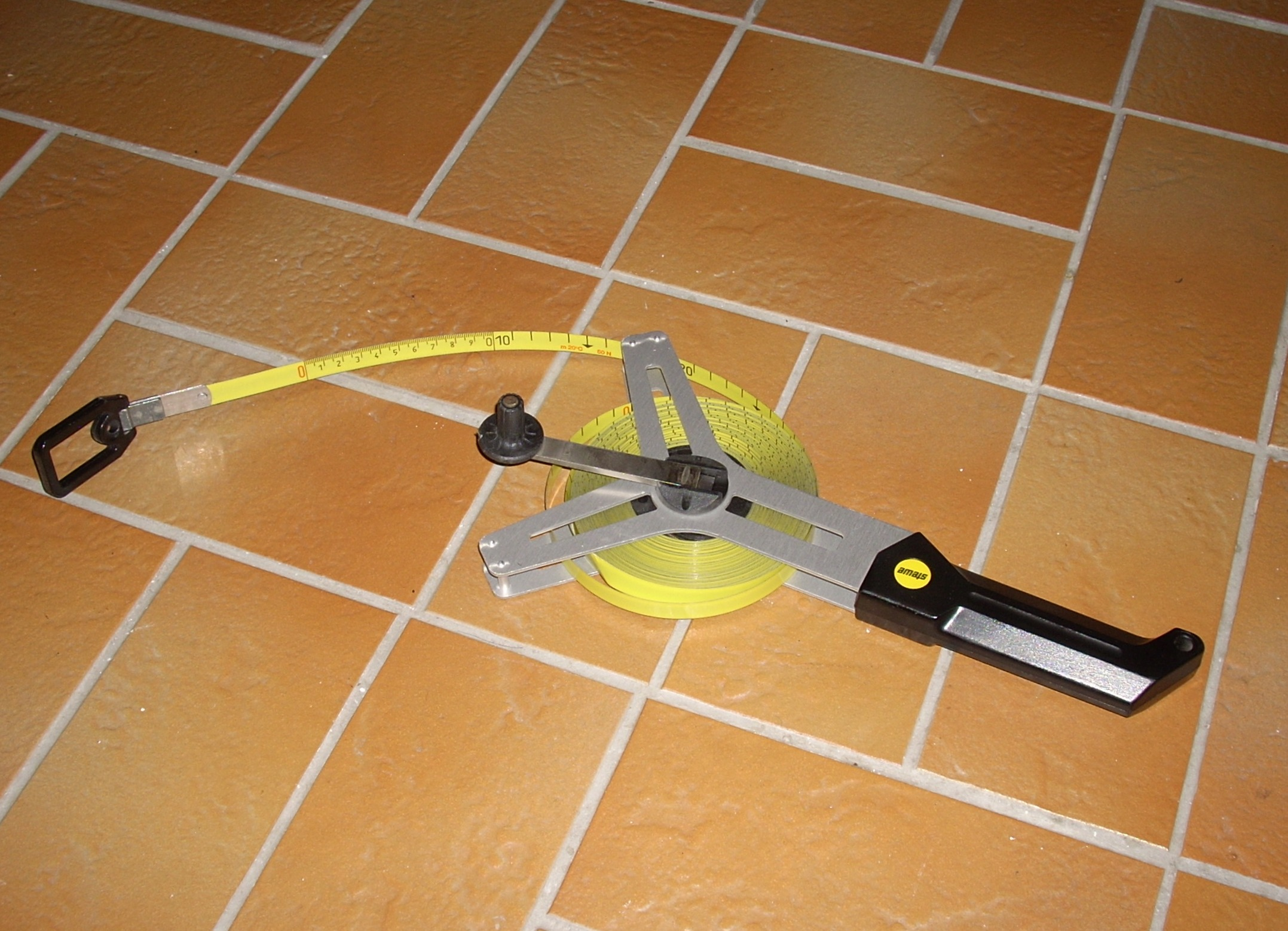
20 m langes Stahl-Messband auf Y-Rahmen

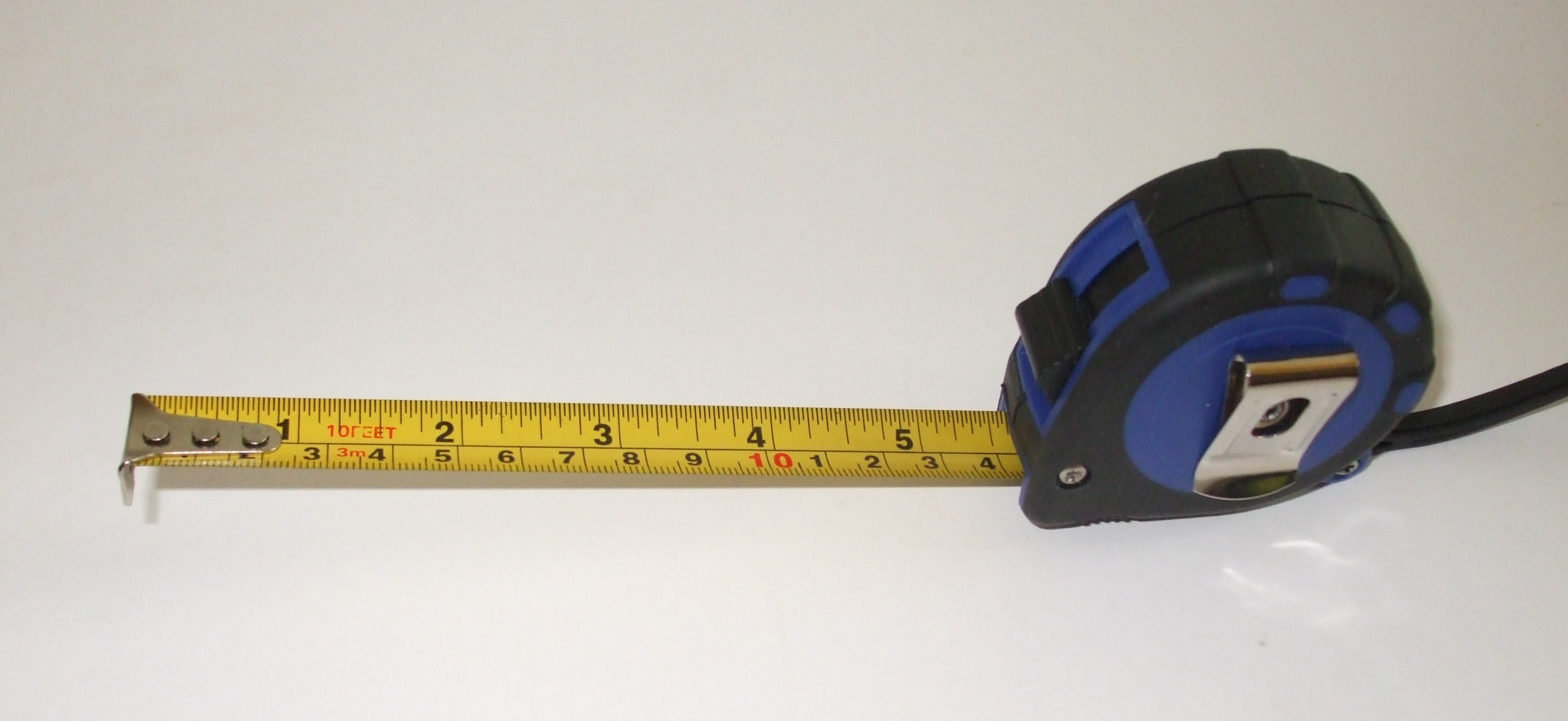
Maßband mit cm und Inch/Zoll

Ein Maßband, auch Bandmaß, im Vermessungswesen gewöhnlich Messband oder Rollbandmaß genannt, in Österreich und der Schweiz regional auch der Rollmeter, dient der Ermittlung kurzer Distanzen mit mm-Genauigkeit und größerer Längen ab 10 m bis 100 m mit cm-Genauigkeit. Es wird am Boden aufgelegt oder zwischen den Messpunkten gespannt. Im Vermessungswesen werden damit auch Zwischenpunkte und Kontroll- oder Laufmaße bestimmt.
Stahlmaßbänder bestehen aus dünnem Bandstahl mit Lack, Kunststoff- oder Glasfaserüberzug und werden nach der Benutzung bzw. für Aufbewahrung und Transport aufgerollt. Die gängigen Längen solcher Maßbänder sind 2 m, 3 m, 5 m, 20 m, 30 m und 50 m. Bei den Maßbandanfängen gibt es zwei verschiedene Varianten, bei denen der Nullpunkt direkt am Haltering oder etwa 10 cm vom Haltering entfernt ist.
Maßbänder aus glasfaserverstärktem Kunststoff werden vor allem für Anwendungen, bei denen mit starker Verschmutzung und Feuchtigkeit zu rechnen ist, eingesetzt. Ein weiterer Einsatzbereich ist die Nähe elektrischer Leitungen ohne Isolierung bzw. wenn Zweifel an der Isolierung bestehen. Metallene Maßbänder bergen hier die Gefahr von Kurzschlüssen oder Stromfluss zum Körper des Anwenders. Stahlmaßbänder können auch eine magnetische Wirkung ausüben, hier ist auch auf Kunststoffbänder zurückzugreifen. Ihre Genauigkeit ist bauartbedingt geringer als die von Stahlmaßbändern.
Es gibt auch Maßbänder aus beschichtetem Leinen, die aber weniger genau sind. Sie werden zumeist in der Schneiderei eingesetzt wo teils das zu bearbeitende Material selbst flexibel ist und wo andernteils zumeist konvexe Formen, wie etwa Körperumfänge oder Armlängen zu bestimmen sind. Im französischen Schneiderhandwerk wurden sie um 1825–1830 eingeführt.
Seit etwa 1990 werden Maßbänder teilweise durch Laser-Distanzmessung ersetzt.
Maßbänder mit einer Handkurbel o. Ä. zum Einrollen, wie sie im Handwerk oder auch beim Schulsport verwendet werden, bezeichnet man als Rollmaßband. Diese können in einer Kunststoff-, Metall- oder Lederkapsel oder aber einem offenen Rahmen untergebracht sein.
Bandmaße mit Längen bis 10 m, die in kompakten Kapseln untergebracht sind und in der Regel mit einem Federmechanismus eingerollt werden, bezeichnet man als Taschenbandmaße. Oft ist am Anfang dieser Taschenbandmaße ein kleiner Metallwinkel angebracht, der das Ablesen von Außenmaßen erleichtert – er wird dazu einfach am Werkstück eingehängt. Mitunter ist dieser Metallwinkel auch um seine Materialdicke verschiebbar, um das korrekte Ablesen sowohl von Innen- als auch von Außenmaßen zu vereinfachen.
Ein Peilband oder Peillot ist am unteren Ende mit einem Spanngewicht beschwert und dient zum Messen des Flüssigkeitsfüllstandes in einem Behälter. Gemessen wird in der Regel gegen einen auf dem Behälter befestigten Peiltisch.

## Genauigkeit
Für Längenmessgeräte werden Genauigkeitsklassen nach der EU-Richtlinie 2014/32/EU angegeben. Die Genauigkeitsklasse (auch als EG-Genauigkeitsklasse bezeichnet) findet man zusammen mit der EG-Zulassungsnummer im Anfangsbereich der Maßskala.
Die Fehlergrenzen (positiv oder negativ in mm) werden durch die Formel a + (b * L) ausgedrückt. Dabei ist L die auf den nächsten vollen Meter aufgerundete Größe der zu messenden Länge, a und b sind der Tabelle zu entnehmen. Ist der begrenzende Teilungsschritt eine Fläche, so wird die Fehlergrenze für einen beliebigen Abstand beginnend an diesem Punkt um den in Tabelle 1 angegebenen Wert c erhöht.
| Genauigkeitsklasse                                                                                       | a (mm) | b (mm/m) | c (mm) |
| --- | ------ | -------- | ------ |
| I | 0,1    | 0,1      | 0,1    |
| II | 0,3    | 0,2      | 0,2    |
| III | 0,6    | 0,4      | 0,3    |
| D: Spezialklasse für Peilbänder (1) Bis einschließlich 30 m (2)                                          | 1,5    | Null     | Null   |
| S: Spezialklasse für Tankbandmaße Für jeweils 30 m Länge, wenn das Band auf einer ebenen Fläche aufliegt | 1,5    | Null     | Null   |

(1) Gilt für Kombinationen aus Messband und Senkgewicht.

(2) Bei einer Nennlänge des Messbandes von über 30 m darf die Fehlergrenze für jeweils 30 m Bandlänge um 0,75 mm erhöht
werden.

## Nutzung im Vermessungswesen
Das Messband hat mit dem Aufkommen der elektrooptischen Distanzmesser insbesondere in elektronischen Tachymetern an Bedeutung verloren, ist aber immer noch wesentlicher Bestandteil jeder Vermessungsausrüstung. Beispielsweise kann man eine tachymetrische Aufnahme durch Messen der Horizontalstrecke zwischen zwei aufgenommenen Punkten unabhängig kontrollieren. Außerdem können Aufnahmepunkte (AP) überprüft werden, indem die Entfernungen zu zugehörigen Sicherungspunkten (z. B. Meißelzeichen) gemessen und mit AP-Karten verglichen werden. Es wird heute fast ausschließlich mit Stahlmessbändern gearbeitet; bei elektrischen Gefahren etc. auch mit Polyamid-/Glasfaser-Messbändern. Leinenmessbänder sind für Vermessungszwecke nicht geeignet. Die Länge von Stahlmessbändern beträgt nach DIN 6403 meist 20 m, 30 m, 50 m oder 100 m.

## Korrektionen
Bei der Längenmessung mit frei hängenden Stahlmessbändern und Drähten müssen auf das gemessene Maß folgende Korrektionen additiv angebracht werden:
Kalibrierkorrektion
wird beim Vergleich des Messbandes mit einer bekannten Strecke ermittelt und ist proportional zur gemessenen Länge. Da das Vermessungswesen nicht der Eichpflicht untersteht, muss jeder Vermessungsingenieur seine Vermessungsgeräte selbst kalibrieren, d. h. die Abweichung von der Solllänge bestimmen.
Temperaturkorrektion
wird mit Hilfe des Ausdehnungskoeffizienten des Bandmaterials ermittelt und bezieht sich meist auf 20 °C
Durchhangkorrektion
sie ist nur dann anzubringen, wenn das frei hängende Messband durchhängt; sie ist abhängig von dem Unterschied zwischen Kettenlinie und Sehne
Spannkraftkorrektion
sie ist abhängig von der Zugspannung, die mit einem Messbandspanner, einer Federwaage, während der Messung ermittelt wird, von dem Querschnitt des Bandes und vom Elastizitätsmodul des Bandmaterials
Alignementkorrektion
sie muss angebracht werden bei Neigung oder seitlicher Auslage des Messbandes
Die aufgezählten Korrektionen werden bei kurzen Strecken, die mit Zentimetergenauigkeit zu ermitteln sind, nicht angebracht. Große Bedeutung spielen die Korrektionen aber bei Präzisionsmessungen mit Drähten, die meist aus Invar gefertigt sind, dessen Wärmeausdehnungskoeffizient nahezu Null ist. Diese Drähte werden durch Gewichte oder Federn einer gleichbleibenden Spannung ausgesetzt. Normalerweise arbeitet man mit frei hängenden Drähten. Um den Durchhang gering zu halten, ist der Querschnitt der Drähte klein. Messdrähte haben keine Teilung, sondern sind i. A. an beiden Enden mit einem kurzen Metallstreifen aus gleichem Material versehen, welcher einen Nullpunkt und oft eine zusätzliche Teilung zu beiden Seiten des Nullpunktes aufweist.

## Ähnliche Messwerkzeuge
- Gliedermaßstab